# INSRiA
INSRiA（インスリア）は、日本の7人組女性アイドルグループ。所属事務所はK-point・レーベルはrock field。

## 概要
2020年にもどかしマーケッツとしてデビュー、2024年に新メンバーを迎え現在のINSRiAに改名した7人組アイドルグループ。

## メンバー
| 名前                      | 愛称       | 生年月日               | 出身地 | 血液型 | 身長  | メンバーカラー     |
| ------------------------- | ---------- | ---------------------- | ------ | ------ | ----- | ------------------ |
| 雨宮桜 あめみや さくら    | あめちゃん | 2000年3月27日（25歳）  | 東京都 | AB型   | 160cm | ホワイト           |
| 篠原亜希 しのはらあき     | あきてぃー | 1998年12月4日（26歳）  | 東京都 | B型    | 157cm | ミントグリーン     |
| 海月綾乃 みつきあやの     | あーの     | 1999年12月10日（25歳） | 茨城県 | B型    | 158cm | ビビットピンク     |
| 森山未羽歌 もりやまみうか | みうか     | 2001年4月4日（24歳）   | 東京都 | B型    | 153cm | 青                 |
| 藤咲ありさ ふじさきありさ | ありさ     | 2005年1月14日（20歳）  | 東京都 | B型    | 155cm | クリムゾンレッド   |
| 片桐ゆま かたぎりゆま     | ゆまりん   | 2003年8月28日（21歳）  | 島根県 | O型    | 159cm | ひまわりイエロー   |
| 倉田アンナ くらたあんな   | あんころ   | 2002年11月11日（22歳） | 東京都 | AB型   | 160cm | キャロットオレンジ |

## 略歴
- 2020年
  - 6月13日：もどかしマーケッツとしてデビュー。
- 2024年
  - 2月3日：INSRiAとしてCOSMIC LABにて新体制おひろめライブを開催。
  - 3月10日：初主催ライブ「インスリサイタル」開催。(COSMIC LAB)
  - 3月30日：雨宮桜生誕祭「bouquet」開催。(COSMIC LAB)
  - 4月13日：森山未羽歌生誕祭「あの頃は色褪せない」開催。(COSMIC LAB)
  - 5月19日：主催ライブ「インスリサイタル」開催。(COSMIC LAB)
  - 7月6日：主催ライブ「インスリサイタル」開催。(COSMIC LAB)
  - 8月31日：片桐ゆま生誕祭「君と私の夏休み」開催。(COSMIC LAB)
  - 10月14日：1stONEMANLIVE「ALLeGReTTo〜夢をみるから、人生は輝く〜」開催。(渋谷VIDENT)
  - 11月10日：倉田アンナ生誕祭「全員まとめてかかってこいや」開催。(COSMIC LAB)
  - 12月1日：篠原亜希生誕祭「Are You "LADY"?」開催。(COSMIC LAB)
  - 12月15日：海月綾乃生誕祭「orchestra of voice」開催。(COSMIC LAB)
- 2025年
  - 1月13日：藤咲ありさ生誕祭「Wish upon a star」開催。(COSMIC LAB)
  - 2月1日：でらロックフェスティバル2025出演
  - 2月3日：INSRiA1周年記念ライブ「Philharmony」開催。(新宿DHNoA)
  - 3月2日：雨宮桜生誕祭「NIGHT」開催。(COSMIC LAB)
  - 4月13日：森山未羽歌バースデーイベント「不器用な一等星に愛をくれた」開催。(COSMIC LAB)
  - 4月28日：InterFM『rockfield 897』出演
  - 5月1日：テレビ神奈川『13分のステージ』出演
  - 5月3日、12日、26日：チバテレ『ONGAX』「不可逆的アパッシオナート」放送
  - 5月4日、11日：FM FUJIスタジオ『東京かわいいステーション』出演：篠原、雨宮、片桐、藤咲
  - 5月13日
    - 1stミニアルバム『不可逆的アパッシオナート』オリコンデイリー1位、ウィークリー13位獲得
    - 毎日放送（MBS）『アキナのギャルしか勝たん』5月度エンディングテーマに「不可逆的アパッシオナート」が決定

  - 5月15日
    - IBC岩手放送『音楽のハコ』出演
    - IBC岩手放送『ミッドナイトシャッフル』出演

  - 5月16日：日本テレビ『バズリズム02』「あの人ランキング」で1位獲得
  - 5月23日：『ODAIBA RAINBOW STATION』ウィークリーパーソナリティー ゲスト出演：篠原、森山、片桐、倉田
  - 5月26日：長崎国際テレビ『AIR』出演
  - 6月2日：MIT岩手めんこいテレビ『BEATNIKS（ビートニクス）』出演
  - 6月3日 - 9日：ファミリーマート店内放送『ミックスファムwith your voice』

## 作品

### ミニアルバム
| # | 作品名                   | 発売日        | 品番       | 収録曲 | 備考       |
| - | ------------------------ | ------------- | ---------- | --- | ---------- |
| 1 | 不可逆的アパッシオナート | 2025年5月13日 | QARF-60302 | 全6曲 1. 不可逆的アパッシオナート 2. 旋律 3. Shine Bright 4. Allegretto 5. わちゃってDANCIN 6. パラダイスシフト | 全国流通盤 |